# Younes El Aynaoui
Younes El Aynaoui (Árabe: يُونُس الْعَيْنَاوِيّ; Rabat, 12 de septiembre de 1971) es un exjugador de tenis marroquí.
Es una figura bastante popular en Marruecos. Recibió una medalla de oro (el más alto honor concedido en el país a un deportista) de manos del rey Mohammed VI de Marruecos. En 2003, en una encuesta realizada por el diario marroquí L'Economiste, los lectores le eligieron a como el modelo a seguir por la sociedad, por encima de personalidades como el primer ministro y deportistas como Hicham El Guerrouj.
La pista central del Royal Tennis Club en Marrakech fue bautizada en su honor.

## Carrera deportiva
Llegó a los cuartos de final en el Masters de Miami perdiendo contra Andre Agassi después de un partido muy disputado, y a la final del torneo de Casablanca perdida contra el francés Julien Boutter después de muchas interrupciones causadas por la lluvia que no dejaron a El Aynaoui mantener un buen ritmo. También alcanzó la tercera ronda en Roland Garros y en Wimbledon, las dos perdidas respectivamente contra el argentino Mariano Zabaleta y Andre Agassi. En la misma temporada también llegó a semifinales en el torneo americano de Long Island y a cuartos de final en el US Open ganando en este torneo a dos cabezas de serie que estaban entre los diez primeros, Carlos Moyá y Jiri Novak. Antes en segunda ronda venció a un joven Rafael Nadal y en la temporada en pista dura llegó a semifinales en el Masters de Madrid. También en 2003 clasificó al equipo marroquí de Copa Davis para el Grupo Mundial junto a Hicham Arazi. 
Durante su carrera como profesional llegó cuatro veces a cuartos de final en torneos Grand Slam y dos veces a octavos en Roland Garros. Ganó cinco títulos en el circuito ATP, y alcanzó 15 finales. Jugó tres veces en el Grupo Mundial de la Copa Davis.
Después de permanecer retirado durante tres años debido a una lesión, regresó al circuito ATP gracias a una tarjeta de invitación para el Torneo de Doha de 2007, logrando una única victoria fuente a Thomas Johansson. Su siguiente reaparición fue en 2008, ganando un torneo de la categoría Futures en Castelldefels (España), luego otro en Chiasso (Suiza) y llegó a las semifinales del Torneo de Múnich y a los cuartos de final en el Torneo de Casablanca, retirándose debido a una lesión. Al año siguiente participó en una gira sénior para jugadores retirados, obteniendo dos victorias frente a Greg Rusedski y Mark Philippoussis. En 2010 tuvo otro efímero regreso con una invitación en el Abierto de Doha, obteniendo una única victoria frente a Ryler DeHeart antes de ser vencido por Steve Darcis en su última participación en un torneo organizado por la ATP.
En marzo de 2017, El Aynoui participó en un torneo organizado por la ITP en Manama (Baréin), ganando los dos partidos de la clasificación y el primer partido del cuadro principal; al hacerlo se convirtió en el jugador masculino de más edad en tener un puntaje en el ranking ATP, a los 45 años de edad.
En su vida personal está casado y tiene tres hijos, reside en Barcelona, durante su infancia cursó en el Liceo Descartes de Rabat, es de madre francesa, y su primer entrenador fue Hassan Mezdel, que le enseñó el tenis en el club Stade Marocain.

## Títulos ATP (5)

### Individuales (5)
| Leyenda                |
| Grand Slam (0)         |
| Tennis Masters Cup (0) |
| ATP Masters Series (0) |
| ATP Tour (5)           |

| N.º | Fecha                    | Torneo     | Superficie    | Oponente en la final | Resultado     |
| --- | ------------------------ | ---------- | ------------- | -------------------- | ------------- |
| 1.  | 2 de agosto de 1999      | Ámsterdam  | Tierra batida | Mariano Zabaleta     | 6-0 6-3       |
| 2.  | 10 de septiembre de 2001 | Bucarest   | Tierra batida | Albert Montañés      | 7-6(5) 7-6(2) |
| 3.  | 31 de diciembre de 2002  | Doha       | Dura          | Félix Mantilla       | 4-6 6-2 6-2   |
| 4.  | 8 de abril de 2002       | Casablanca | Tierra batida | Guillermo Cañas      | 3-6 6-3 6-2   |
| 5.  | 29 de abril de 2002      | Múnich     | Tierra batida | Rainer Schuettler    | 6-4 6-4       |

### Finalista en individuales (11)
- 1993: Casablanca (pierde ante Guillermo Pérez Roldán)
- 1996: Doha (pierde ante Petr Korda)
- 1996: Yakarta (pierde ante Sjeng Schalken)
- 1996: Ámsterdam (pierde ante Francisco Clavet)
- 1998: Santiago (pierde ante Francisco Clavet)
- 2000: Bogotá (pierde ante Mariano Puerta)
- 2001: Ámsterdam (pierde ante Àlex Corretja)
- 2001: Lyon (pierde ante Ivan Ljubičić)
- 2002: Dubái (pierde ante Fabrice Santoro)
- 2002: Bastad (pierde ante Carlos Moyá)
- 2003: Casablanca (pierde ante Julien Boutter)

### Resultados en Singles
| Torneo                                                   | 1990         | 1991         | 1992         | 1993         | 1994         | 1995         | 1996  | 1997         | 1998         | 1999         | 2000  | 2001         | 2002         | 2003         | 2004 | 2005         | 2006         | 2007         | 2008 | 2009 | 2010 | V–D        |
| -------------------------------------------------------- | ------------ | ------------ | ------------ | ------------ | ------------ | ------------ | ----- | ------------ | ------------ | ------------ | ----- | ------------ | ------------ | ------------ | ---- | ------------ | ------------ | ------------ | ---- | ---- | ---- | ---------- |
| Grand Slam                                               |              |              |              |              |              |              |       |              |              |              |       |              |              |              |      |              |              |              |      |      |      |            |
| Abierto de Australia                                     |              |              |              | Q1           | 2R           | 1R           |       |              |              | 2R           | CF    | 1R           | 3R           | CF           | 1R   |              |              |              |      |      |      | 12–8       |
| Roland Garros                                            |              |              |              |              | 1R           | 4R           | 1R    |              | Q3           | 2R           | 4R    | 2R           | 2R           | 3R           |      |              |              | Q2           |      |      |      | 11–8       |
| Wimbledon                                                |              | Q1           | Q1           |              | 1R           |              | 1R    |              |              | 2R           | 3R    | 3R           | 1R           | 3R           |      |              |              |              |      |      |      | 7–7        |
| US Open                                                  |              |              | Q3           |              | 1R           |              | 1R    |              |              | 2R           | 1R    | 1R           | CF           | CF           | 1R   | 1R           | Q1           |              |      |      |      | 9–9        |
| Victorias – Derrotas                                     | 0–0          | 0–0          | 0–0          | 0–0          | 1–4          | 3–2          | 0–3   | 0–0          | 0–0          | 4–4          | 9–4   | 3–4          | 7–4          | 12–4         | 0–2  | 0–1          | 0–0          | 0–0          | 0–0  | 0–0  | 0–0  | 39–32      |
| ATP Masters Series                                       |              |              |              |              |              |              |       |              |              |              |       |              |              |              |      |              |              |              |      |      |      |            |
| Indian Wells                                             |              |              |              |              |              |              | 1R    |              |              |              | 1R    | 1R           | 1R           | 1R           |      |              |              |              |      |      |      | 0–5        |
| Miami                                                    |              |              |              |              |              |              |       |              |              | 1R           | 2R    | 2R           | 2R           | CF           |      | 1R           |              |              |      |      |      | 4–6        |
| Monte Carlo                                              |              |              |              | Q3           | 1R           | Q3           |       |              |              | 1R           | 1R    | 1R           | 2R           | 1R           |      | 1R           |              |              |      |      |      | 1–7        |
| Roma                                                     |              |              |              | Q2           | 1R           |              | 1R    |              |              | 1R           | 3R    |              | 1R           | 1R           |      | 1R           |              |              |      |      |      | 2–6        |
| Hamburgo                                                 |              |              |              |              |              |              |       |              |              | 1R           | 3R    | 1R           | 3R           | 1R           |      |              |              |              |      |      |      | 4–5        |
| Canadá                                                   |              |              |              |              |              |              |       |              |              |              |       |              | 2R           | 2R           |      | 2R           |              |              |      |      |      | 3–3        |
| Cincinnati                                               |              |              |              |              |              |              |       |              |              |              |       |              | 1R           | 2R           | 1R   | 1R           |              |              |      |      |      | 0–3        |
| Madrid1                                                  |              |              |              |              |              |              |       |              |              | 1R           | 3R    |              | 2R           | SF           |      | Q2           |              |              |      |      |      | 5–4        |
| París                                                    |              |              |              |              |              | Q1           |       |              |              | 2R           |       |              | 1R           | 2R           |      |              |              |              |      |      |      | 1–3        |
| Victorias – Derrotas                                     | 0–0          | 0–0          | 0–0          | 0–0          | 0–2          | 0–0          | 0–2   | 0–0          | 0–0          | 1–6          | 6–5   | 1–4          | 4–9          | 8–9          | 0–1  | 1–5          | 0–0          | 0–0          | 0–0  | 0–0  | 0–0  | 21–43      |
| Representación Nacional                                  |              |              |              |              |              |              |       |              |              |              |       |              |              |              |      |              |              |              |      |      |      |            |
| Juegos Olímpicos                                         | ND           | ND           | 2R           | No Disputado | No Disputado | No Disputado |       | No Disputado | No Disputado | No Disputado |       | No Disputado | No Disputado | No Disputado | 1R   | No Disputado | No Disputado | No Disputado |      | ND   | ND   | 2–2        |
| Copa Davis                                               | Z2           | Z1           | Z2           | Z2           | Z2           | Z1           |       |              |              | Z2           | PO    | 1R           | 1R           | PO           |      | Z1           |              | Z2           | Z2   |      |      | 26–11      |
| ATP International Series Gold / ATP International Series |              |              |              |              |              |              |       |              |              |              |       |              |              |              |      |              |              |              |      |      |      |            |
| Doha                                                     | No Disputado | No Disputado | No Disputado | 2R           | 2R           | 2R           | F     |              |              | 2R           | SF    | 1R           | G            | SF           | 1R   |              | 2R           | 2R           |      |      | 2R   | 22–12      |
| Dubái                                                    | No Disputado | No Disputado | No Disputado | 1R           | 1R           | Q1           | 1R    | 1R           |              |              | CF    |              | F            | 2R           |      | 1R           | 2R           | 1R           |      |      |      | 8–9        |
| Casablanca                                               | 1R           | ND           | CF           | F            | SF           | 1R           |       | CF           |              |              | CF    | SF           | G            | F            |      | 1R           | Q2           | 1R           | CF   |      |      | 27–11      |
| Barcelona                                                |              |              |              |              | 2R           | Q1           |       |              |              | 3R           | CF    | 1R           | CF           | 3R           |      | 1R           |              |              |      |      |      | 9–6        |
| Múnich                                                   |              |              |              |              |              |              |       |              |              |              | CF    | SF           | G            |              |      |              |              |              | SF   |      |      | 13–3       |
| Ámsterdam                                                |              |              |              |              |              |              | F     |              |              | G            |       | F            |              |              |      |              |              |              |      | ND   | ND   | 13–2       |
| Estadísticas                                             |              |              |              |              |              |              |       |              |              |              |       |              |              |              |      |              |              |              |      |      |      |            |
| Títulos                                                  | 0            | 0            | 0            | 0            | 0            | 0            | 0     | 0            | 0            | 1            | 0     | 1            | 3            | 0            | 0    | 0            | 0            | 0            | 0    | 0    | 0    | 5          |
| Finales Alcanzadas                                       | 0            | 0            | 0            | 1            | 0            | 0            | 3     | 0            | 1            | 1            | 1     | 3            | 5            | 1            | 0    | 0            | 0            | 0            | 0    | 0    | 0    | 16         |
| Total Victorias – Derrotas                               | 1–1          | 0–2          | 3–2          | 19–15        | 19–27        | 4–8          | 15–22 | 2–2          | 5–2          | 28–23        | 37–26 | 33–23        | 45–26        | 41–25        | 0–5  | 1–11         | 2–1          | 5–3          | 6–2  | 0–0  | 1–1  | 267–227    |
| Ranking de Fin de Año                                    | 351          | 570          | 311          | 51           | 117          | 110          | 70    | 237          | 45           | 33           | 25    | 38           | 22           | 14           | 644  | 228          | 189          | 167          | 201  | –    | 720  | $4,044,089 |

## Títulos enChallengers

### Individuales (15)
| N.º | Fecha                    | Torneo        | Superficie    | Oponente en la final | Resultado   |
| --- | ------------------------ | ------------- | ------------- | -------------------- | ----------- |
| 1.  | 28 de junio de 1993      | Oporto        | Tierra batida | Jordi Arrese         | 7-5 6-4     |
| 2.  | 21 de marzo de 1994      | Agadir        | Tierra batida | Franco Davín         | 6-3 1-6 6-3 |
| 3.  | 14 de agosto de 1995     | Ginebra       | Tierra batida | Karim Alami          | 6-1 6-4     |
| 4.  | 2 de octubre de 1995     | Siracusa      | Tierra batida | Magnus Norman        | 6-2 6-2     |
| 5.  | 17 de noviembre de 1997  | Guadalajara   | Tierra batida | Rogier Wassen        | 6-4 6-7 6-4 |
| 6.  | 29 de junio de 1998      | Ulm           | Tierra batida | Dinu Pescariu        | 6-4 6-3     |
| 7.  | 13 de julio de 1998      | Contrexéville | Tierra batida | Arnaud Di Pasquale   | 6-4 6-7 6-0 |
| 8.  | 27 de julio de 1998      | Scheveningen  | Tierra batida | Martín Rodríguez     | 6-3 6-1     |
| 9.  | 21 de septiembre de 1998 | Szczecin      | Tierra batida | Jens Knippschild     | 6-3 6-4     |
| 10. | 28 de septiembre de 1998 | Maia          | Tierra batida | Stefan Koubek        | 4-6 6-2 6-4 |
| 11. | 16 de noviembre de 1998  | Buenos Aires  | Tierra batida | Alberto Martín       | 7-6 6-1     |
| 12. | 28 de junio de 1999      | Ulm           | Tierra batida | Andrew Ilie          | 7-6(4) 6-3  |
| 13. | 29 de noviembre de 1999  | Caracas       | Dura          | Gastón Etlis         | 6-3 7-6(12) |
| 14. | 16 de abril de 2007      | Marrakech     | Tierra batida | Peter Luczak         | 6-2 6-4     |
| 15. | 14 de abril de 2008      | Chiasso       | Tierra batida | Alberto Martín       | 7-6(2) 6-3  |

### Finalista en individuales (8)
- 1993: Montauban (pierde ante Christian Ruud)
- 1995: Pilzen (pierde ante David Rikl)
- 1995: Merano (pierde ante Mikael Tillström)
- 1998: Ginebra (pierde ante Juan Albert Viloca)
- 1998: Guadalajara (pierde ante Markus Hipfl)
- 2001: Braunschweig (pierde ante Andrea Gaudenzi)
- 2006: Túnez (pierde ante Lamine Ouahab
- 2006: Tarragona (pierde ante Paolo Lorenzi)
- 2007: Nápoles (pierde ante Potito Starace)